# FC Séquence
El Football Club Séquence es un equipo de fútbol de Guinea que juega en la Segunda División de Guinea, la segunda liga de fútbol más importante del país.

## Historia
Fue fundado en el año 1984 en la ciudad de Dixinn, aunque sus partidos los juega en la capital Conakri y nunca ha sido campeón de Campeonato Nacional, aunque sí ha sido campeón del Torneo de Copa en 3 ocasiones.
A nivel internacional ha participado en 3 torneos continentales, donde su mejor participación ha sido en la Copa Confederación de la CAF del año 2012, en la que llegó a la Primera Ronda.

## Palmarés
- Copa Nacional de Guinea : 3

2010, 2011, 2012
- Super Copa de Guinea: 1

2010
- - Finalista: 1

2012

## Participación en competiciones de la CAF
| Temporada | Torneo                       | Ronda      | Club                   | Casa  | Visita | Global |
| --------- | ---------------------------- | ---------- | ---------------------- | ----- | ------ | ------ |
| 2011      | Copa Confederación de la CAF | Preliminar | Africa Sports National | 0-1   | 1-1    | 1-2    |
| 2012      | Copa Confederación de la CAF | Preliminar | Nania FC               | w.o.1 | w.o.1  | w.o.1  |
| 2012      | Copa Confederación de la CAF | 1          | CODM Meknès            | 0-2   | 0-3    | 0-5    |
| 2013      | Copa Confederación de la CAF | Preliminar | The Panthers FC        | 0-2   | 0-1    | 0-3    |

1- Nania FC abandonó el torneo.